# Owen Gingerich
Owen Jay Gingerich (Washington (Iowa), 24 maart 1930 – 28 mei 2023) was een Amerikaans astronoom en wetenschapshistoricus verbonden aan de Harvard-universiteit. Hij is bekend door zijn boeken over de geschiedenis van de astronomie, waaronder The Book Nobody Read (2004), een studie naar de eerste drukken van Nikolaus Copernicus' hoofdwerk De Revolutionibus Orbium Coelestium (1543). 
Gingerich begon zijn studie aan het Goshen College in Goshen (Indiana), waar zijn vader les gaf. Hij studeerde verder aan de Harvard-universiteit, waar hij in 1962 promoveerde. Gingerich werd professor in de astronomie, en astronoom aan het Smithsonian Astrofysisch Observatorium. In het jaar 1992-93 was hij voorzitter van de afdeling wetenschapsgeschiedenis aan Harvard. In 2000 ging hij met emeritaat. 
Gingerich kreeg vele onderscheidingen voor zijn werk, en er is een planetoïde (nr. 2658) naar hem vernoemd.
Gingerich overleed op 93-jarige leeftijd.

## Publicaties
- 1979. Source Book in astronomy and astrophysics 1900-1975. Met Kenneth R.Lang. Harvard University Press
- 1982. The Galileo Affair. Scientific American
- 1983. Planetary, Lunar and solar positions, new and full moons, 1650-1805. Met Barbara Welther. American Philosophical Society.
- 1989. Physical Sciences in the 20.Century. Scribner
- 1992. The Great Copernicus Chase and other adventures in astronomical history. Cambridge University Press
- 1993. The Eye of Heaven: Ptolemy, Copernicus, Kepler. American Institute of Physics
- 2002. An annotated census of Copernicus' De revolutionibus (Nuremberg, 1543 and Basel, 1566). Leiden: Brill
- 2004. The Book Nobody Read : Chasing the Revolutions of Nicolaus Copernicus. New York, Walker
- 2005. Nicolaus Copernicus – making the earth a planet. Met James MacLachlan. Oxford University Press
- 2006. God´s Universe. Harvard University Press